# Eugenia diplocampta
Eugenia diplocampta är en myrtenväxtart som beskrevs av Friedrich Ludwig Diels. Eugenia diplocampta ingår i släktet Eugenia och familjen myrtenväxter. Inga underarter finns listade i Catalogue of Life.